# ユージン・ポーレット
ユージン・ポーレット（Eugene Pallette、1889年7月8日 - 1954年9月3日）は、アメリカ合衆国の俳優。

## 主な出演作品
- イントレランス Intolerance (1916)
- 花嫁借用 Be a Lettle Sport (1919)
- 紐育の灯 Lights of New York (1928)
- ロビンフッドの冒険 The Adventures of Robin Hood (1938)
- レディ・イヴ The Lady Eve (1941)
- 天国は待ってくれる Heaven Can Wait (1943)
- バズビー・バークリーの集まれ!仲間たち The Gang's All Here (1943)